# (32730) Lamarr
(32730) Lamarr ist ein Asteroid des inneren Hauptgürtels, der am 4. September 1951 vom deutschen Astronomen Karl Wilhelm Reinmuth an der Landessternwarte Heidelberg-Königstuhl (IAU-Code 024) auf dem Westgipfel des Königstuhls bei Heidelberg entdeckt wurde.
Der Himmelskörper wurde am 27. August 2019 nach der österreichisch-amerikanischen Filmschauspielerin und Erfinderin Hedy Lamarr (1914–2000) benannt, die zusammen mit George Antheil (1900–1959) die Technologie für eine Funkfernsteuerung für Torpedos entwickelte. Diese Technologie wird in aktuellen Bluetooth-Systemen eingesetzt.